# 고바야시 다카시 (레슬링 선수)
고바야시 다카시(일본어: 小林 孝至, 1963년 5월 17일~)는 일본의 전직 레슬링 선수이다. 1988년 하계 올림픽 자유형 라이트플라이급에서 금메달을 획득했으며, 세계 선수권 대회에서 동메달 1개, 아시안 게임에서 금메달 1개를 획득했다.